# 1929–1930-as spanyol labdarúgó-bajnokság (másodosztály)
A Segunda División 1929-30-as szezonja volt a bajnokság második kiírása. A bajnokságban 10 csapat vett részt, a győztes a Deportivo Alavés lett.

## Végeredmény
| #  | Klub                      | M  | P  | Gy | D | V  | RG | KG | GK  |
| -- | ------------------------- | -- | -- | -- | - | -- | -- | -- | --- |
| 1  | Deportivo Alavés          | 18 | 22 | 9  | 4 | 5  | 44 | 19 | +25 |
| 2  | Sporting de Gijón         | 18 | 21 | 9  | 3 | 6  | 29 | 28 | +1  |
| 3  | Iberia SC                 | 18 | 21 | 6  | 9 | 3  | 26 | 22 | +4  |
| 4  | Sevilla FC                | 18 | 20 | 9  | 2 | 7  | 41 | 26 | +15 |
| 5  | Real Oviedo FC            | 18 | 18 | 8  | 2 | 8  | 37 | 44 | -7  |
| 6  | Valencia FC               | 18 | 18 | 7  | 4 | 7  | 40 | 43 | -3  |
| 7  | RC Deportivo de La Coruña | 18 | 17 | 6  | 5 | 7  | 33 | 37 | -4  |
| 8  | Real Murcia CF            | 18 | 15 | 6  | 3 | 9  | 40 | 50 | -10 |
| 9  | Real Betis Balompié       | 18 | 14 | 6  | 2 | 10 | 29 | 39 | -10 |
| 10 | Cultural Leonesa          | 18 | 14 | 5  | 4 | 9  | 30 | 41 | -11 |